# Academia Lubrański

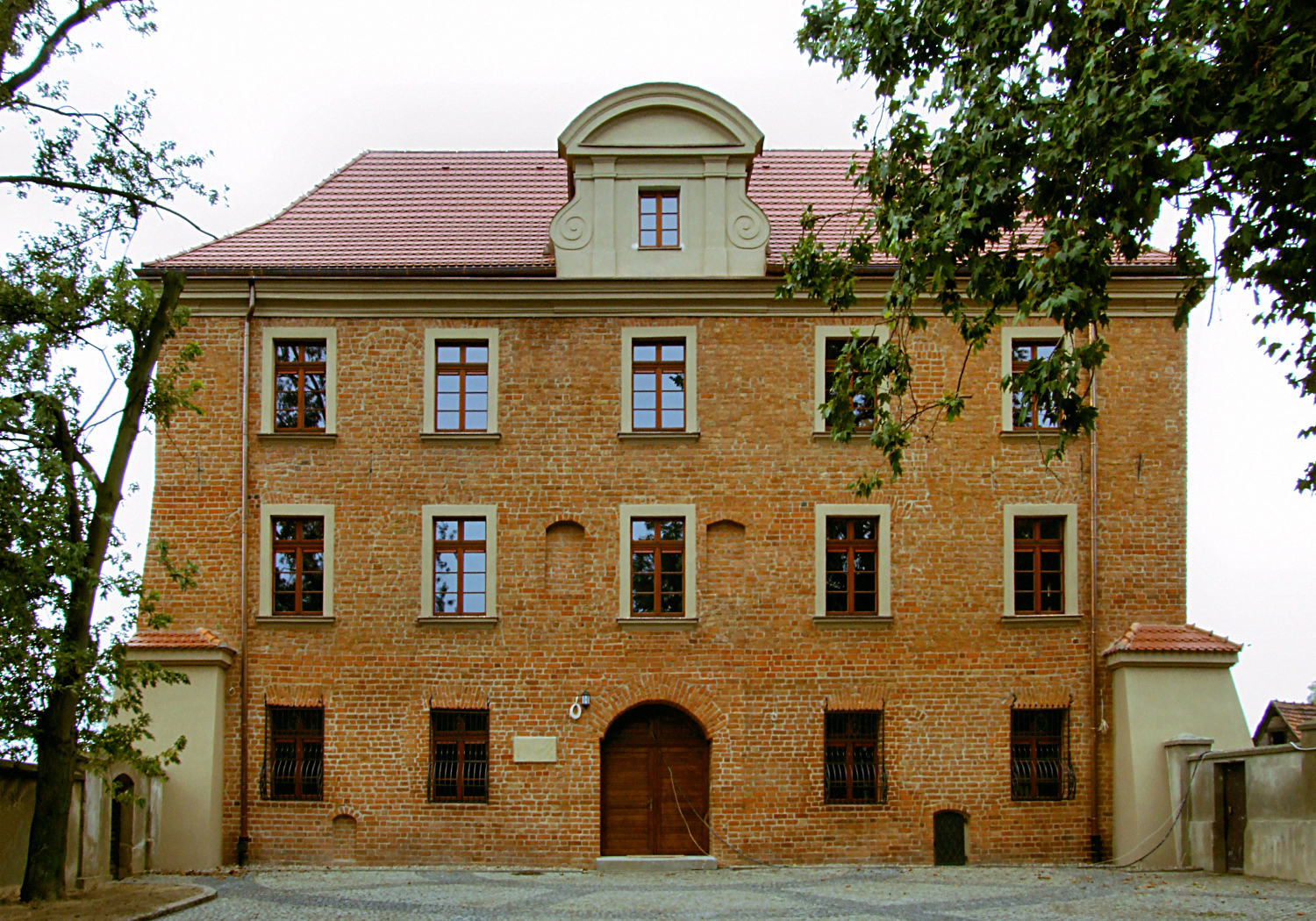
Academia Lubranski.

La Academia Lubrański (en polaco: Akademia Lubranskiego; en latín: Collegium Lubranscianum) fue un estudio universitario, que estableció en 1518 en Poznan el Obispo Jan Lubranski. Fue el primer estudio de Poznan con aspiraciones de universidad (de hecho no era una universidad completa) .

## Historia
El primer rector de la Academia, fue el humanista Tomás Bederman de Poznan. Otros prominentes profesores fueron, Greg Szamotuly y Jan de Stobnica. 
La Academia Lubranski iba dirigida a independizarse de la Academia de Cracovia, pero finalmente se convirtió en una facultad de la Academia de Cracovia. Antes de este hecho la Academia Lubranski estaba formada por seis escuelas: filosofía, lógica, matemáticas, idiomas (latín, griego), derecho y retórica. 
El edificio principal de la Academia fue remodelado en los siglos XVII y XVIII. 
En 1795 la Academia se fusionó con el Collegium Posnaniae de los jesuitas. 
Hoy el edificio de la Academia Lubranski alberga los archivos de la Arquidiócesis de Poznań.

## Alumnos

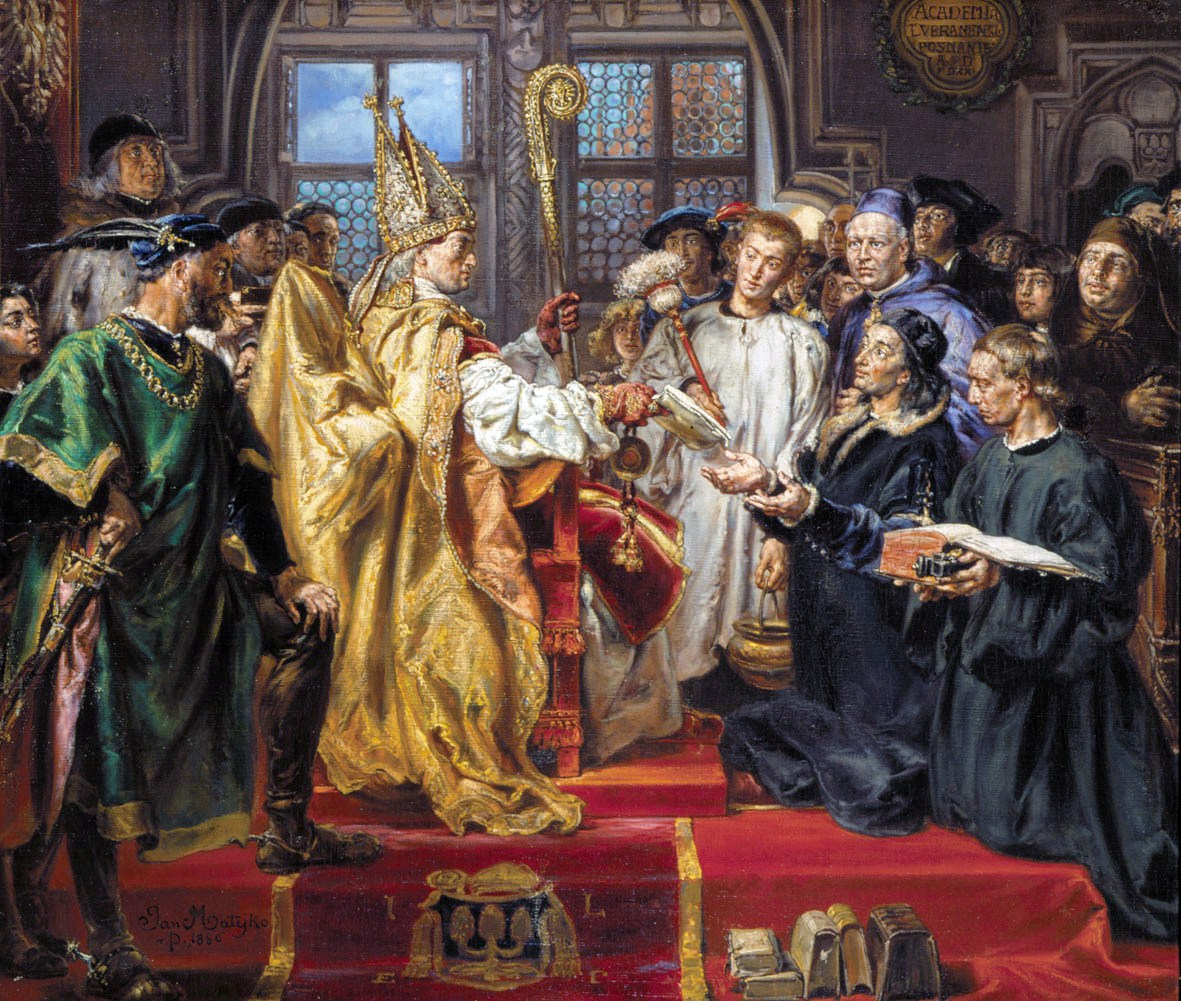
Fundación de la Academia de Poznan Lubranski por Matejko.

- Józef Struś (Josephus Strutius) - científico, alcalde de Poznan.
- Klemens Janicki (Ianicius) - poeta.
- Lucas Opalinski - poeta y escritor.
- Jan Sniadecki - astrónomo y erudito.